# اینواوئه کائورو
اینواوئه کائورو (به ژاپنی: 井上 馨 Inoue Kaoru)؛( ۱۶ ژانویه ۱۸۳۶ – ۱ سپتامبر ۱۹۱۵) یک دیپلمات اهل ژاپن بود.